# Sabnie
Sabnie è un comune rurale polacco del distretto di Sokołów, nel voivodato della Masovia.
Ricopre una superficie di 107,92 km² e nel 2004 contava 4 040 abitanti.